# 出版法

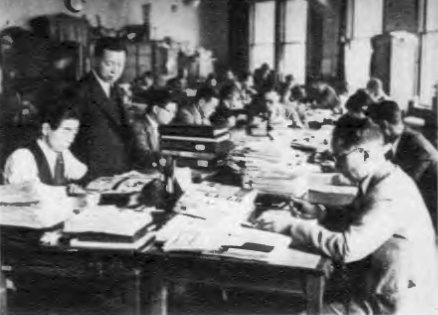
警視庁特別高等警察部検閲課による検閲事務の様子（1938年〈昭和13年〉）

出版法（しゅっぱんほう、明治26年4月14日法律第15号）は、明治時代に出版物の取締りを目的として制定された法律である。
検閲などを政府が行えることを定め、大日本帝国憲法下で政府による言論統制を推し進める根拠の一つとなった。

## 概要
1893年、出版条例を継承するものとして制定。治安警察法・行政執行法・著作権法の立案・草案作成にあたった有松英義の起草による。廃止までには全36条となっていた。
終戦後、ダグラス・マッカーサー率いる連合国軍最高司令官総司令部(GHQ)が、日本政府による言論統制を禁じ、代わってGHQが言論統制を行うようになったこと(プレスコードを参照)、日本国憲法第21条において表現の自由と検閲の禁止が定められたことに伴い、本法は有名無実となり、1949年に出版法及び新聞紙法を廃止する法律（昭和24年5月24日法律第95号）により廃止された。
なお、稀に情報公開制度を取り扱う文脈で出版法が出てくることがあるが、これは上記の出版法ではなく1800年代にスウェーデンで世界で初めて制定された情報公開制度、出版の自由法についてである。

## 出版法が問われた事件・出版物等
- カール・マルクス、フリードリヒ・エンゲルス著幸徳秋水・堺利彦訳『共産党宣言』発禁処分（1904年）
- 幸徳秋水 『 社会民主党建設者ラサール』 発禁処分（1909年）
- 堺利彦 『婦人問題』 発禁処分（1909年）
- 片山潜『万国社会党』発禁処分（1909年）
- 堺利彦、森近運平 『社会主義綱要』 発禁処分（1910年）
- 大川周明『印度に於ける国民的運動の現状及其の由来』発禁処分（1916年）
- 北原白秋作詞、松井須磨子歌『今度生まれたら』発禁処分（1917年）
- 北一輝『日本改造法案大綱』 - 元となった『国家改造案原理大綱』は1919年発禁処分、検閲・一部削除され行数のみ示して公刊された。（1923年）
- ボッカチオ著 梅原北明訳『デカメロン 下巻』発禁処分（1925年）
- 羽仁五郎『幕末に於ける政治的支配形態』等、発禁処分（1933年）
- 滝川事件（1933年）
瀧川幸辰著『刑法講義』『刑法読本』が発禁処分となった。
- 天皇機関説事件（1935年）
美濃部達吉著『憲法撮要』『逐条憲法精義』『日本国憲法ノ基本主義』が発禁処分となった。
- 東郷青児『手袋』発禁処分（1936年）
- 河合栄治郎事件（1938年）
河合栄治郎著『ファッシズム批判』『時局と自由主義』『社会政策原理』『第二学生生活』が発禁処分となった。
- 石坂洋次郎『若い人』 - 右翼団体がその一部をとらえ、不敬の文言があるとして出版法違反で告訴。心ある官僚のアドバイスで問題箇所を書き改め不起訴となった。（1938年）
- 最上洋作詞、渡辺はま子歌『忘れちやいやヨ』発禁処分（1938年） - 渡辺はま子#「ネエ小唄」騒動参照
- 津田事件（1940年）
津田左右吉著『古事記及び日本書紀の研究』『神代史の研究』『日本上代史研究』『上代日本の社会及思想』が発禁処分となり、津田とともに岩波茂雄も取り調べを受けた。